# Utah State Route 92
Die Utah State Route 92, in Abschnitten als Timpanogos Highway und Alpine Loop Scenic Highway (vormals „Alpine Loop Scenic Byway“) benannt, die von der Interstate 15 / U.S. Highway 89 bei Lehi als städtische Durchgangsstraße in eine malerische Landesstraße ohne Mittelmarkierung übergeht und im Provo Canyon zum U.S. Highway 189 im Utah County führt. Die knapp 44 km lange Strecke um den Mount Timpanogos ist die einzige Verbindung ins „Sundance Ski Resort“ und zum von der „Brigham Young University Alumni Association“ gesponserten „Aspen Grove Family Camp and Conference Center“. 2011 wurde sie im Stadtgebiet von Lehi um eine in frei fließendem Verkehr laufende einspurige Parallelstrecke erweitert.

## Geschichte

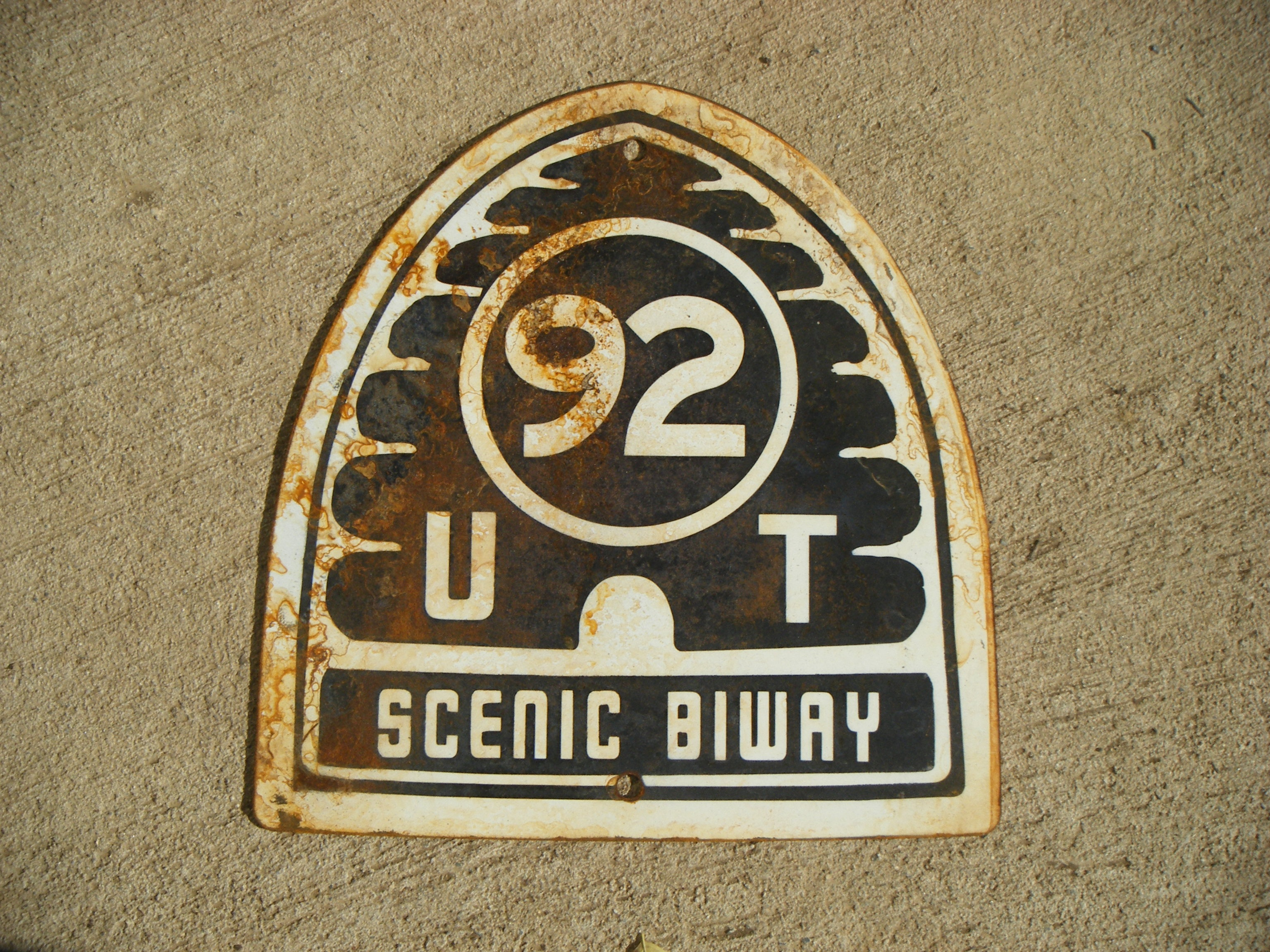
UT 92 Scenic Biway marker

1935 veranlasste die Staatsregierung den Bau der SR-80, um die aus den 1920er Jahren bis 1962 als SR-1 benannte, bei „Point of the Mountain“ mit der SR-74 südlich von Alpine zu verbinden. Diese Strecke besteht heute aus der US-91 bei Logan und Interstate 15 mit der trassengleichen US-89.
Eine 1941 gebaute Verlängerung führte die SR-92 östlich in den „Uinta National Forest“ und mündete im American Fork Canyon bei Highland. Dies ersetzte ein Stück der alten SR-146 von 1933 zur SR-74 in der Mündung des Canyons. Das andere Ende der SR-168 wurde im Jahr 1933 als „Forest Road“ (Waldstraße) ohne Mittelmarkierung gebaut und 1935 benannt. Sie schloss die alte, bis 1977 als SR-7 benannte, aus den 1920er Jahren, dem heutigen US-189 im Aspen Grove an.
1953 wurde unabhängig von der SR-7 die SR-80 gebaut und trennte sich nördlich von der SR-168. Weil die Nummer 80 für die von Chicago nach San Francisco durch Utah führende Interstate 80 benötigt wurde, folgte 1977 die Umbenennung in SR-92 im Zuge des „1977 Renumbering“ von Utah.

## Timpanogos Highway Commuter Lanes
Die „Timpanogos Highway Commuter Lanes“ wurden zwischen Mai 2009 und Oktober 2011 gebaut und bilden eine 3,6 Meilen lange höhenfreie Parallelstrecke zum Timpanogos Highway im Stadtgebiet von Lehi mit einer Spur je Fahrtrichtung, um die Pendler an den Ampelkreuzungen ohne Stopp vorbeizuleiten. Die westliche Einfahrt der Pendlerstrecke liegt gleich hinter der Anschlussstelle zur Interstate 15 an der „N Frontage Road“, die Osteinfahrt befindet sich zwischen dem „Highland Blvd“ und dem „N Tamarack Drive“. Die eingeplanten Baukosten beliefen sich auf 170 Mio. USD.

## Streckenverlauf
Die Strecke verläuft von Lehi durch Highland über den American Fork Canyon, wo sie als Ferienstraße in den Uinta National Forest führt, und das kurz dahinter liegende Tropfsteinhöhlensystem „Timpanogos Cave National Monument“. Der weitere Verlauf aus dem Canyon führt in den Süden, östlich um den „Mount Timpanogos“. Nach dem „Sundance Ski Resort“ mündet sie im Provo Canyon in den U.S. Highway 189.

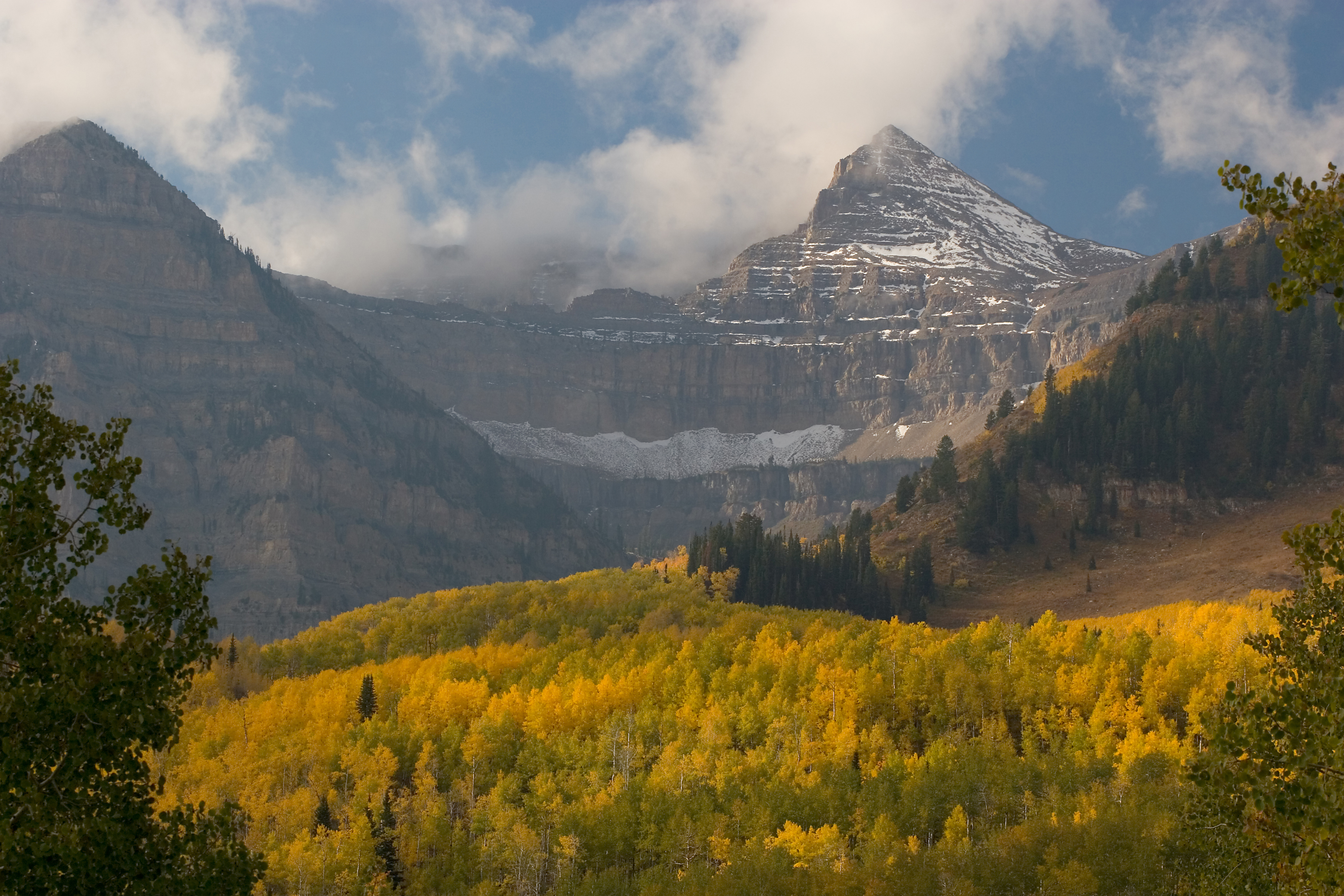
Blick auf den Mount Timpanogos vom Alpine Loop

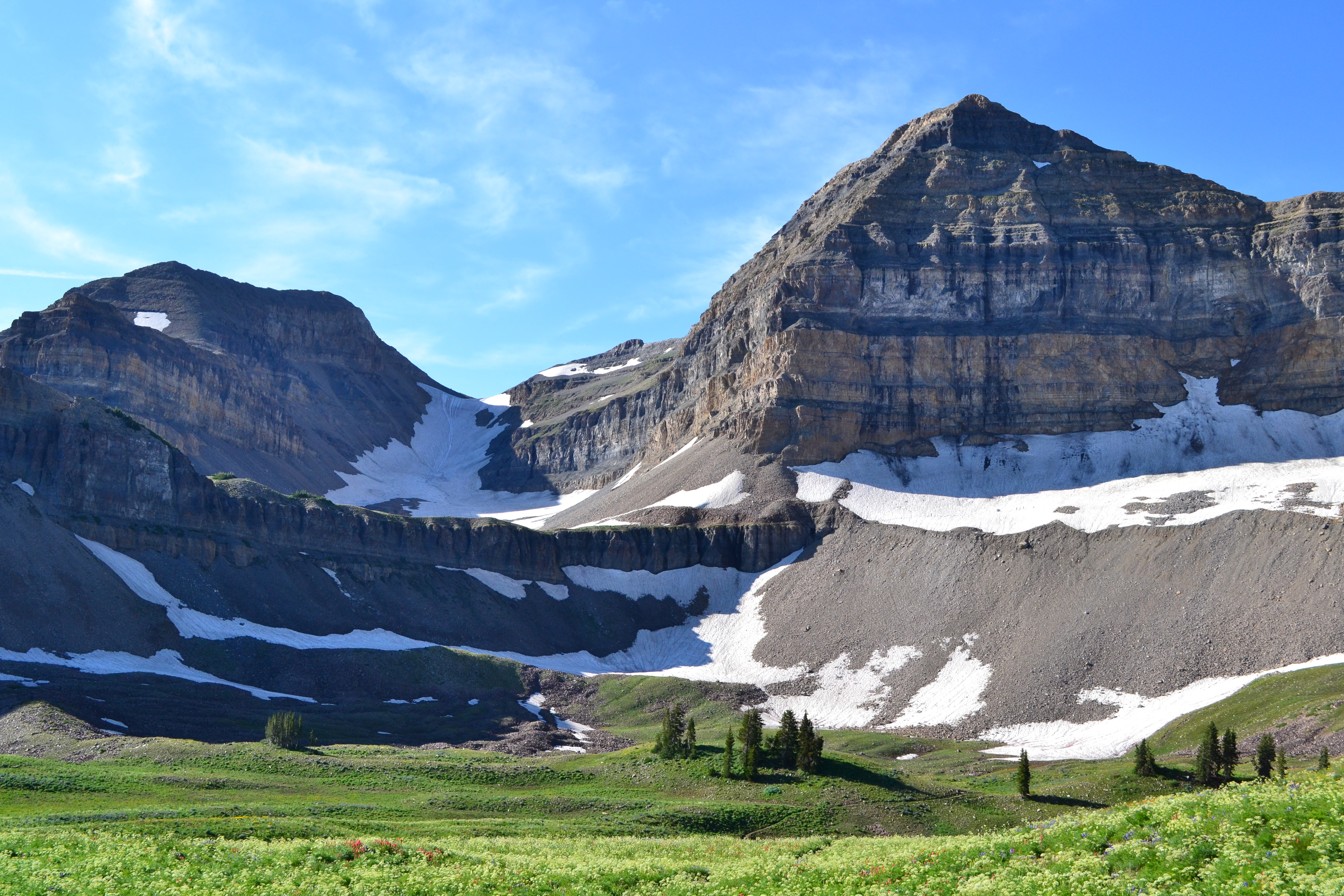
„Mount Timpanogos“ und der „Timp Glacier“